# Cesta od Varjagů k Řekům

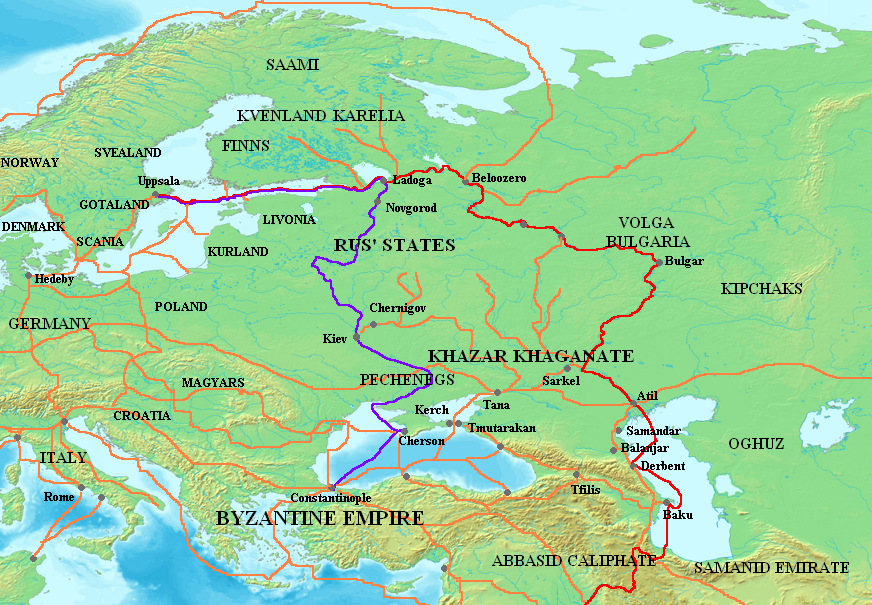
Mapa zobrazující hlavní varjaganské obchodní cesty: obchodní trasa Volga (červená) a obchodní cesta od Varjagů k Řekům (purpurová). Ostatní obchodní cesty od 8. do 11. století (oranžová).

Cesta od Varjagů k Řekům (rusky Путь из варяг в греки, Puť iz varjag v greki; švédsky Vägen från varjagerna till grekerna; řecky Εμπορική Οδός Βαράγγων - Ελλήνω) byla obchodní cesta, která spojovala Skandinávii, Kyjevskou Rus a Byzantskou říši. Cesta umožnila obchodníkům v oblastech, kudy procházela, založit přímý výhodný obchod s Byzancí. Tím také podpořila další osídlení území dnešního Běloruska, Ruska a Ukrajiny. Tato dlouhá vodní cesta vedla přes Baltské moře, povodí jeho přítoků, povodí Dněpru a Černé moře.
K této cestě existovala paralelní cesta – tzv. cesta ze Skandinávie do Persie, která vedla přes Volhu a Kaspické moře, a také západní cesta, která spojovala sever s oblastí Středozemního moře.
Známá je i mnohem starší verze této cesty vedoucí přímo z Baltského moře k Západní Dvině a odtud přes Dněpr do Černého moře.

## Význam
Zpočátku tuto cestu i jí podobné využívali Vikingové (Varjagové) ke svým pustošivým nájezdům na ekonomicky a kulturně vyspělejší města Evropy a Byzantské říše. Později se tato cesta stala důležitou obchodní cestou, která spojovala Skandinávii (severní Evropu) a bohatou Byzantskou říši. Podél cesty Varjagové kolonizovali přilehlá území, a tak vznikly Varjažsko-slovanské státní útvary (knížectví) varjžské dynastie Rurikovců v Novgorodě (Rurikovo město Stará Ladoga) a později i ve Smolensku a Kyjevě.
Časem význam obchodní cesty upadl a její definitivní konec stanovil rozpad Kyjevské Rusi, centralizace zemí Skandinávie, pád Byzantské říše a nakonec obsazení území kolem Volhy Tatary.
V dobách Stěnky Razina (1630 – 1671) tuto cestu využívali Záporožští kozáci ke svým loupežným výpravám na hlavní město Osmanské říše – Istanbul.